# Tea at Five
Tea at Five ist ein US-amerikanisches Theaterstück von Autor Matthew Lombardo, in dem durch Monologe einer einzelnen Darstellerin das Leben der Hollywood-Schauspielerin Katharine Hepburn nachvollzogen wird. Es basiert auf Hepburns Biografie "Me: Stories of My Life".
Die Rolle der Hepburn wird in der gegenwärtigen Produktion, die bereits durch mehrere US-Städte tourte, von der Schauspielerin Kate Mulgrew (Captain Janeway aus Star Trek: Voyager) verkörpert, für die die Rolle auch geschrieben wurde. Ihre Darstellung wurde in der amerikanischen Presse vielfach gelobt.
Ein englisches Hörbuch von Tea at Five wurde im September 2004 auf CD veröffentlicht.